# Keihoku
Pour les articles homonymes, voir Keihoku (homonymie).
Keihoku (京北町, Keihoku-chō) est un ancien bourg de la préfecture de Kyoto, ayant existé jusqu'au 1er avril 2005, date de son intégration dans la ville de Kyoto, dans l'arrondissement d'Ukyō. Il faisait partie du district de Kitakuwada.

## Géographie

### Topographie et hydrographie

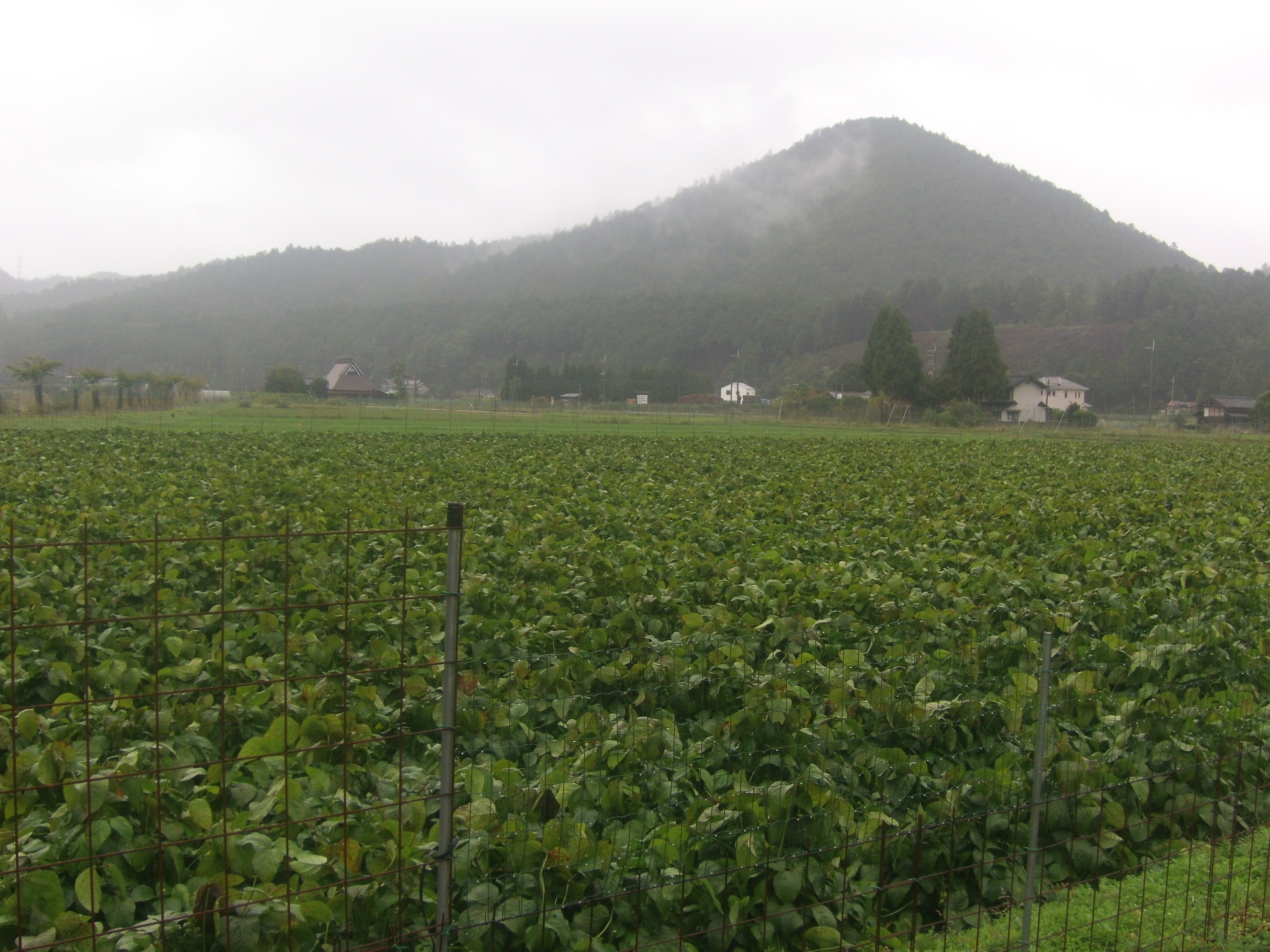
Champs agricoles à Keihoku.

Le bourg est situé juste au nord de la ville de Kyoto dans le plateau de Tanba (ja) (丹波高地). Keihoku est traversé par la Katsura, qui se jette au sud dans le Yodo, et les affluents mineurs de la Katsura, la Yuge, la Koshio et la Hosono. Le bourg, de forme rectangulaire irrégulière d'environ 17,7 kilomètres d'est en ouest et d'environ 21,7 kilomètres du nord au sud, est situé en hauteur à une moyenne d'altitude de 240 mètres, dans un plateau couvert à 90 % de forêts.
La population se concentre dans plusieurs petites localités dispersées dans les endroits plus plats de la région. Les étés y sont frais et les hivers froids, avec une précipitation abondante.

### Villes limitrophes

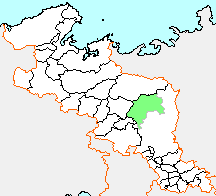
Localisation de Keihoku dans la préfecture (tracés territoriaux du 12 mars 2007).

Entités territoriales limitrophes à la date de la fusion du 1er avril 2005. À sa fondation en 1955, Keihoku est entouré de l'ouest vers l'est des villages de Seki (ja) (世木村) et Gokashō (ja), tous du district voisin de Funai, des villages de Miyajima (ja) (宮島村), Hiraya (ja) (平屋村) et Chii (ja) (知井村), les arrondissements de la ville de Kyoto de Sakyō (左京区), Kamigyō (上京区) et Ukyō (右京区), et le village de Kamiyoshi (ja) (神吉村). Le 1er avril de la même année, Kamiyoshi est transféré dans le district de Funai et est absorbé par le bourg de Yagi (八木町). Le même jour, Chii, Hiraya et Miyajima, ainsi que les villages de Tsurugaoka (ja) (鶴ヶ岡村) et Ōno (ja) (大野村) fusionnent pour former le bourg de Miyama (美山町). Toujours le même jour, Gokashō, Seki et le village de Gomagō (ja) (胡麻郷村), tous du district voisin de Funai, fusionnent pour créer le bourg de Hiyoshi (日吉町). Le 1er septembre, toujours en 1955, l'arrondissement de Kita (北区) est créé à partir de celui de Kamigyō.

## Histoire
Keihoku, qui signifie « nord (北) de Kyoto (京) », est créé le 1er mars 1955 par la fusion du bourg de Shūzan (ja) (周山町) et des villages d'Utsu (ja) (宇津村), Kuroda (ja) (黒田村), Hosono (ja) (細野村), Yamaguni (ja) (山国村) et Yuge (ja) (弓削村). Son symbole est adopté le 23 septembre de la même année. Le 1er avril 1957, l'ōaza (ja) (section de village) de Hirogawara (広河原), partie de l'ancien village de Kuroda, est transféré à l'arrondissement de Sakyō de la ville de Kyoto. En mai et juin 2002 sont entamées des consultations publiques en vue d'une potentielle intégration à Kyoto. Plus de 80 % des voix sont en faveur de la fusion. L'intention de fusionner avec Kyoto s'était déjà prononcée durant les grande fusions municipales de l'ère Shōwa, durant les années 1950-70, et les résidents de Keihoku ne voulaient pas se joindre aux bourgs avoisinants, qui ont fini par fusionner de leur côté pour former la ville de Nantan. Le 7 novembre, Keihoku soumet sa demande de fusion. En octobre 2003, un conseil d'étude de faisabilité de la fusion est créé avec Kyoto et Keihoku. Le 9 août 2004, la fusion est approuvée et Keihoku rejette une exception qui lui aurait permis d'avoir un membre élu dans le 
conseil municipal de Kyoto. Le 1er avril 2005, Keihoku est intégré à l'arrondissement d'Ukyō de Kyoto et cesse d'exister en tant que municipalité indépendante,.

## Maires
1. Itsuji Ishiura (石浦 逸治) - 1955-1961
2. Itsuyoshi Obata (小畠 逸良) - 1961-1975
3. Sukeo Hiraiwa (平岩 祐夫) - 1975-1985
4. Masami Murayama (村山 正美) - 1985-1989
5. Shigeru Nogami (野上 茂) - 1989-1997
6. Michio Ishiura (石浦 道男) - 1997-2005

## Économie
La majeure partie de la ville est boisée et l'industrie forestière est très importante, avec notamment l'industrie du cèdre de Kitayama (ja). La rivière Katsura traverse la ville et la relie à Sagano (嵯峨野), au centre de l'arrondissement d'Ukyō, et à d'autres régions, ce qui en fait une importante zone d'approvisionnement en bois pour Kyoto grâce au transport par voie d'eau depuis l'Antiquité.

## Éducation
On y trouve trois écoles maternelles, trois écoles primaires, un collège et un lycée. Le campus Keihoku de l'université Hanazono (en) est aussi situé dans l'ancien bourg.

## Culture et patrimoine

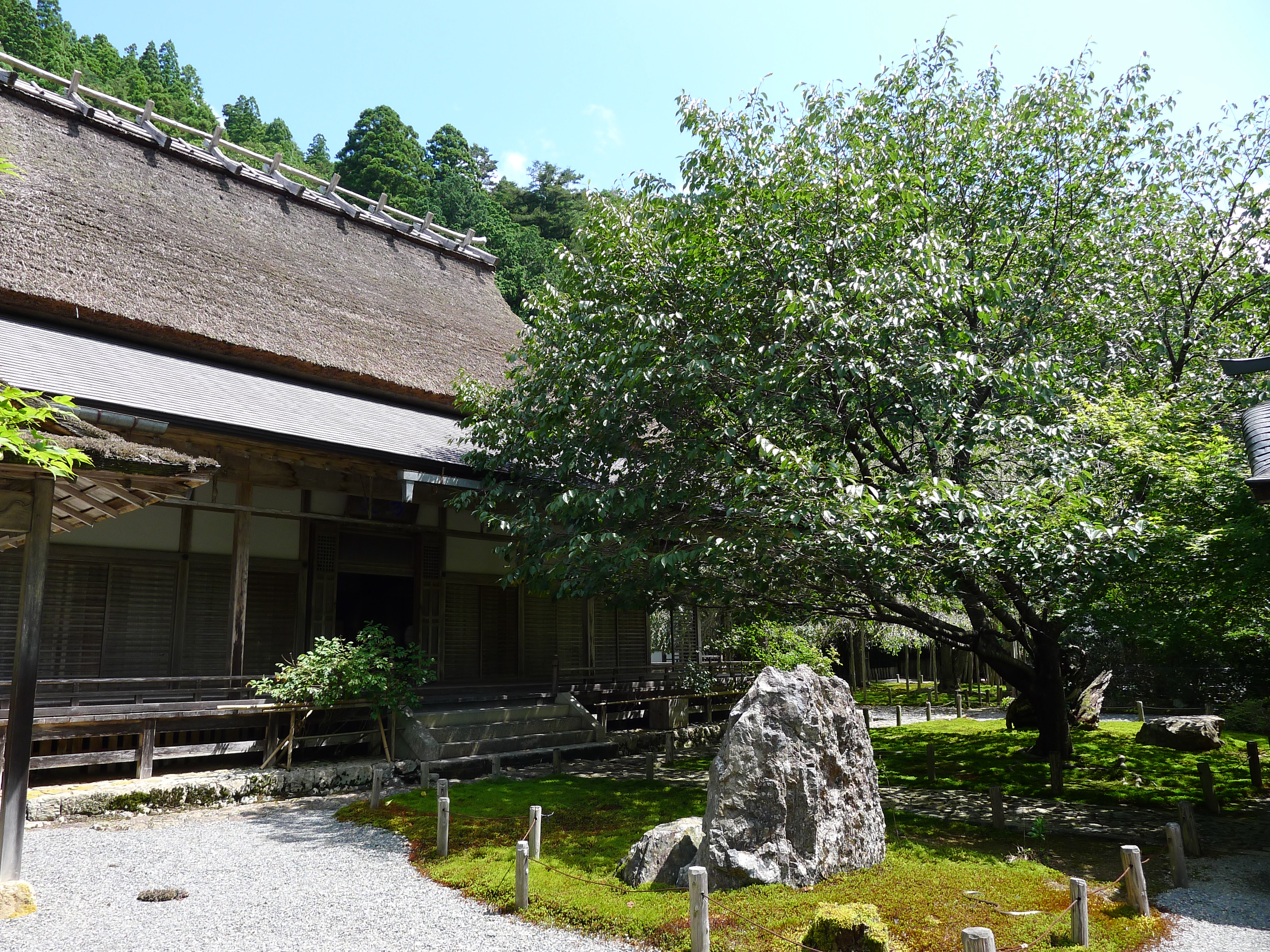
Le Jōshōkō-ji.

Le dessert nattō-mochi aurait été créé à Keihoku. On y trouve plusieurs monuments historiques, dont les ruines du château de Shūzan (ja) (周山城). S'y trouvent aussi les temples bouddhistes Jōshōkō-ji (ja) (常照皇寺), Fukutoku-ji (ja) (福徳寺), ainsi que l'ancien temple Shūzan (ja) (周山廃寺). Le sanctuaire shinto Yamaguni-jinja (ja) (山国神社) se trouve sur le territoire de Keihoku, dans l'ancien village de Yamaguni.

## Transports
Keihoku est accessible par la route nationale 162 (ja) et la route nationale 477 (ja), qui se croisent dans l'ancien village de Shūzan.
Les services d'autobus de West Japan JR Bus (ja) relient Kyoto à Keihoku. Le service d'autobus municipal s'appel « Keihoku Furusato Bus » (京北ふるさとバス).

## Jumelages
- Bourg de Nanporo (南幌町), préfecture de Hokkaidō depuis octobre 1990
- Arrondissement de Mercury Bay (en), district de Thames-Coromandel depuis septembre 2000

## Personnalités liées
- Shōzō Makino (マキノ 省三, Makino Shōzō?, 1878-1929), réalisateur, y est né (ancien village de Yamaguni) ;
- Katsura Konan II (ja) (二代目 桂小 南, Nidai-me Katsura Konan?, 1920-1996), rakugoka, y est né (ancien village de Yamaguni) ;
- Koki Kitayama (en) (北山 亘基, Kitayama Kōki?, 1999-), joueur de baseball, y est né[7].